# Concavocephalus
Concavocephalus (Eskov, 1989) è un genere di ragni appartenente alla famiglia Linyphiidae.

## Etimologia
Il nome deriva dal latino concavus, -a, -um, cioè concavo e cephalus, testa, a causa della marcata concavità della pars cephalica del cefalotorace.

## Distribuzione
Le due specie oggi attribuite a questo genere sono diffuse in Russia.

## Tassonomia
A maggio 2011, si compone di due specie:
- Concavocephalus eskovi Marusik & Tanasevitch, 2003 — Russia
- Concavocephalus rubens Eskov, 1989[3] — Russia